# Ninfas y sátiro
Ninfas y sátiro (en francés: Nymphes et Satires) es un óleo creado por el pintor William-Adolphe Bouguereau en 1873. Se expuso ese mismo año en París, un año antes de que los impresionistas montaran su primera exposición en un estilo radicalmente distinto al de Bouguereau, uno de los artistas más importantes del realismo burgués y del academicismo del Salón parisino.
Junto a un estanque umbrío y recoleto, un grupo de ninfas ha capturado a un sátiro que, supuestamente, las espiaba. Tres de ellas están tirando de él para darle un chapuzón, mientras que la cuarta invita por señas a otras bañistas para unirse a la diversión.
Considerado el artista arquetipo de la lascivia del siglo XIX, aunque desde el punto de vista erótico no es el más interesante de los pintores del Salón parisino. Lo que vemos en él es una continuación del barroco sin la franqueza o el deseo de un Rubens. Ninfas y un sátiro es una muestra de su estilo, en el cual el manejo de las formas quita energía a lo que se está mostrando. En Bouguereau, como en Greuze hay una perturbadora combinación de malicia e inocencia.
Sterling Clark descubrió el cuadro a finales del siglo XIX en el bar del Hotel Hoffman House, en Nueva York, y lo recuperó cuando ya estaba almacenado en el local en los años 1930; finalmente lo compró en 1943. Actualmente se exhibe en el Instituto de Arte Clark, Williamstown, Massachusetts.